# 熊 (姓)
熊（ゆう）は、漢姓のひとつ。『百家姓』の121番目。
2020年の中華人民共和国の第7回全国人口調査（国勢調査）に基づく姓氏統計によると中国で70番目に多い姓であり、422.99万人がいる。一方、台湾の2018年の統計では第108位で、12,066人がいる。

## 楚の国姓
春秋戦国時代の楚の王の氏（姓は羋）であった。楚王家の伝説上の先祖にあたる鬻熊（いくゆう）の名にちなむという。武王（熊徹）のときに王を称した。その後の荘王は春秋五覇のひとりとされる。
楚王家の子孫である義帝は、秦の滅亡後、項梁に迎えられて名目上の帝を名乗った。

## 著名な人物
楚王については、楚を参照のこと。
- 熊希齢 - 清末から中華民国初の政治家。北京政府の国務総理。
- 熊克武 - 清末から中華人民共和国にかけての軍人。四川督軍。
- 熊十力 - 儒学者。
- 熊向暉 - 中国共産党のスパイ。
- リン・ホン - モデル、女優。本名は熊黛林。
- アレックス・ユーン（熊龍） - マレーシアのレーシングドライバー。
- 古龍 - 香港生まれの台湾の作家。本名は熊耀華。
- ホン・ヤンヤン（熊欣欣） - 香港の俳優。